# Graissessac
Graissessac is een gemeente in het Franse departement Hérault (regio Occitanie) en telt 686 inwoners (2005). De plaats maakt deel uit van het arrondissement Béziers.

## Geografie
De oppervlakte van Graissessac bedraagt 10,1 km², de bevolkingsdichtheid is 67,9 inwoners per km².

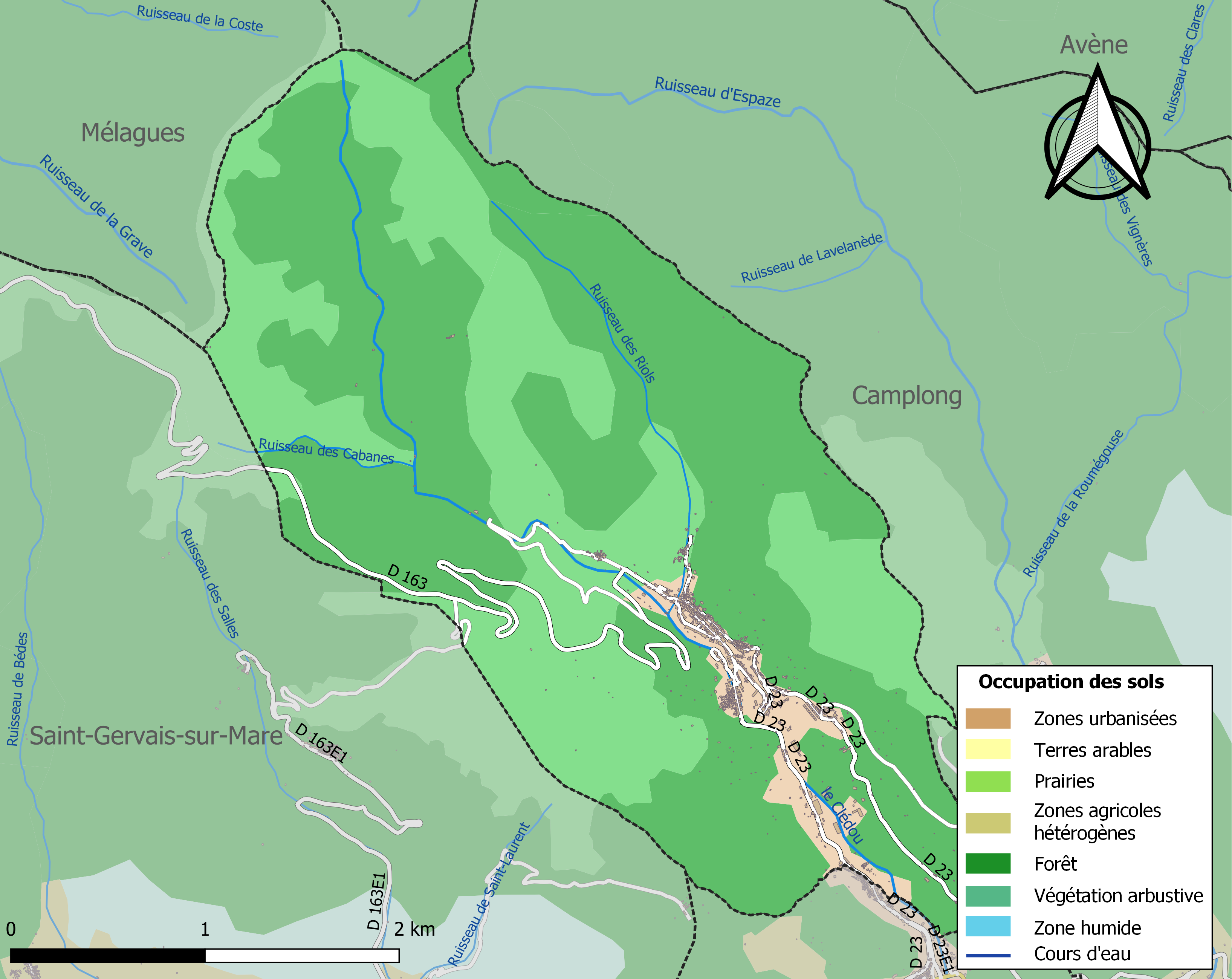
Kaart van de gemeente met de belangrijkste infrastructuur, bodemgebruik en omliggende gemeenten

## Demografie
Onderstaande figuur toont het verloop van het inwonertal (bron: INSEE-tellingen).